# Hotter than Hell
«Hotter than Hell» es una canción de la cantante albanobritánica Dua Lipa perteneciente a su álbum debut homónimo. Fue escrito por Lipa, Adam Midgley, Tommy Baxter y Gerard O'Connell , y producido por Stephen «Koz» Kozmeniuk. La canción se lanzó el 6 de mayo de 2016 como el tercer sencillo del álbum. «Hotter Than Hell» alcanzó el la posición quince en la lista de sencillos del Reino Unido, adicionalmente se ubicó en top veinte en Australia, Bélgica y los Países Bajos.

## Antecedentes y lanzamiento
Hablando con BBC News, Lipa declaró que la canción trata sobre «una relación realmente horrible, una que se salió de los rieles. Realmente estaba lastimando mi ego y haciéndome sentir que no valía la pena. Estaba desconsolada», comencé a escribir sobre esa época y sentía que tenía mucho que decir».  En una entrevista con The Daily Telegraph de Australia, ella explicó: «Realmente solo quería levantarme y decir que en realidad no me importaba. Quería hacerme sentir que era lo suficientemente buena, así que era una canción de gran potencia». Lipa describió a «Hotter than Hell» en Digital Spy como una canción «terapéutica para ella».
La canción se lanzó el 6 de mayo de 2016 como el tercer sencillo del álbum Dua Lipa. Fue escrito por Lipa, Adam Midgley, Tommy Baxter y Gerard O'Connell, mientras que la producción fue llevada a cabo por Stephen «Koz» Kozmeniuk.

## Vídeo musical
El video musical de «Hotter than Hell» fue dirigido por Emil Nava y filmado en un almacén en Londres. Se estrenó el 6 de mayo de 2016.

## Presentaciones en vivo
Lipa presentó «Hotter than Hell» en el talk show holandés RTL Late Night el 2 de junio de 2016. El 9 de julio, interpretó la canción en el programa de juegos alemán Schlag den Star. Lipa cantó la canción en The Tonight Show Starring Jimmy Fallon el 2 de agosto, haciendo su debut en la televisión estadounidense. También la interpretó en el programa sueco Sommarkrysset el 13 de agosto de 2016.

## Créditos
Créditos adaptados de las notas de la edición especial del álbum Dua Lipa.
Grabación
- Grabado en KasaKoz Studios, Toronto
- Voces grabadas en TaP Studio / Strongroom 7, Londres
- Mezclado en BabelFish Studios
- Masterizado en Metropolis Studios , Londres

Personal
- Dua Lipa - voz
- Stephen "Koz" Kozmeniuk - producción, teclados, batería
- Jay Reynolds - producción adicional, teclados adicionales
- Tom Neville - producción vocal
- Michael Sonier - asistencia de ingeniería
- Serban Ghenea - mezcla
- John Hanes - ingeniería de mezcla
- Aadin Church - coros
- Talay Riley - coros
- John Davis - masterización

## Posicionamiento en listas
| Listas (2016)                             | Mejor posición |
| ----------------------------------------- | -------------- |
| Australia (ARIA)                          | 17             |
| Austria (Ö3 Austria Top 40)               | 65             |
| Bélgica (Ultratop) Flanders               | 20             |
| Bélgica (Ultratop) Wallonia               | 34             |
| Escocia (Official Charts Company)         | 6              |
| Eslovaquia (Radio Top 100)                | 50             |
| Eslovaquia (Singles Digitál Top 100)      | 91             |
| Eslovenia SloTop50                        | 32             |
| Finlandia (Suomen virallinen lista)       | 46             |
| México (México Inglés Airplay)            | 7              |
| Nueva Zelanda Hot Singles (RMNZ)          | 5              |
| Países Bajos (Dutch Top 40)               | 10             |
| Países Bajos (Single Top 100)             | 32             |
| Polonia (Polish Airplay Top 100)          | 33             |
| Reino Unido (UK hot 100 Singles Chart)    | 15             |
| República Checa (Rádio Top 100)           | 36             |
| República Checa (Singles Digitál Top 100) | 96             |
| Rumania (Airplay 100)                     | 46             |
| Suecia (Sverigetopplistan)                | 44             |

## Certificaciones
| País (organismo certificador) | Certificación | Unidades certificadas |
| ----------------------------- | ------------- | --------------------- |
| Alemania (BVMI)               | Oro           | 200 000               |
| Australia (ARIA)              | Oro           | 35 000                |
| Dinamarca (IFPI)              | Oro           | 45 000                |
| Noruega (IFPI Noruega)        | Platino       | 60 000                |
| Países Bajos (NVPI)           | Platino       | 40 000                |
| Polonia (ZPAV)                | Platino       | 50 000                |
| Reino Unido (BPI)             | Platino       | 600 000               |
| Suecia (GLF)                  | Platino       | 40 000                |

## Historial de lanzamientos
| País        | Fecha               | Formato                | Versión      | Discográfica     | Ref    |
| ----------- | ------------------- | ---------------------- | ------------ | ---------------- | ------ |
| Varios      | 6 de mayo de 2016   | Descarga digital       | Original     | Dua Lipa Limited | [ 41 ] |
| Reino Unido | 20 de mayo de 2016  | Contemporary hit radio | Original     | Dua Lipa Limited | [ 42 ] |
| Varios      | 23 de junio de 2016 | Descarga digital       | Matoma Remix | Dua Lipa Limited | [ 43 ] |
| Australia   | 24de junio de 2016  | Descarga digital       | Remix EP     | Vertigo, Capitol | [ 44 ] |
| Alemania    | 24de junio de 2016  | Descarga digital       | Remix EP     | Vertigo, Capitol | [ 45 ] |
| Suiza       | 24de junio de 2016  | Descarga digital       | Remix EP     | Vertigo, Capitol | [ 46 ] |
| Varios      | 18 de julio de 2016 | Descarga digital       | Remixes EP   | Dua Lipa Limited | [ 47 ] |